# Calle 47 (Manhattan)
La calle 47 (del inglés: 47th Street) corre de este a oeste entre la Primera Avenida y la West Side Highway en el borough de Manhattan en Nueva York. El tráfico es de una mano, de este a oeste, y arranca en la sede de la ONU.

## Lugares famosos
The Factory fue el estudio original de Andy Warhol en Nueva York entre 1963 y 1968; se ubicaba en el quinto piso del número 231 Este de la calle 47, entre la Segunda y la Tercera Avenida.